# Дикція
Ди́кція (від лат. dictio — вимова) — чітке вимовляння звуків відповідно до фонетичних норм мови. Виразність дикції — важлива сторона майстерності актора, співака, промовця.

## Підходи до відпрацювання чіткості дикції
Чітка артикуляція звуків залежить від ступеня натренованості активних органів мовлення — губ, язика та нижньої щелепи. Тому відпрацьовувать чіткість дикції завжди слід починати з м'язових тренувань — артикуляційної гімнастики.
Після вироблення чіткості дій активних органів мовлення з допомогою артикуляційної гімнастики треба перейти до формування правильних навичок вимовляння окремих голосних і приголосних звуків мови.
Слід пам'ятати, що при вимові голосних варто звертать увагу на правильну позицію і фокусувати звук на кінчиках прикритих губ. Артикуляція голосних повинна буть чіткою, але не розмашистою — рухи з невеликою амплітудою, губи зібрані.

## Важливість дикції
Відомі майстри художнього слова говорять, що дикція багато в чому визначає професійну відповідність артиста, а дикційні вади заважають, або й не дають можливості бути артистом. Ці вимоги справедливі й для оратора. При оволодінні азами красномовства вади в дикції усувають. Адже дикція — це ступінь виразності у вимовлянні слів і складів, це манера вимови звуків, а манери, як відомо, можна і треба вдосконалювать.
Однак, самі собою дефекти вимови не такі шкідливі, як небажаний ефект, що спричиняє викривлення звуків. Чітка дикція полегшує сприймання мови авдиторією, а неясна, розпливчаста вимова заважає розумінню слів; погане вимовляння іноді просто позбавляє фрази сенсу.
Сильні перекручення звуків — різке «р», свистяче «с», шепеляве «ш» — відволікають увагу слухачів, примушуючи їх прислуховуватися до дефектів звучання і тим перериваючи хід думки.

## Цікавий факт
Видатний давньогрецький оратор Демостен брав у рот камінчики і так читав напам'ять уривки з творів поетів, щоби зробить свою вимову чіткішою.